# Anthotocus luridus
Anthotocus luridus är en skalbaggsart som beskrevs av Macleay 1864. Anthotocus luridus ingår i släktet Anthotocus och familjen Melolonthidae. Inga underarter finns listade i Catalogue of Life.